# Hylaeora dilucidua
Hylaeora dilucidua är en fjärilsart som beskrevs av Felder 1874. Hylaeora dilucidua ingår i släktet Hylaeora och familjen tandspinnare. Inga underarter finns listade i Catalogue of Life.